# Lysimachieae
Lysimachieae, tribus jaglačevki dio potporodice Myrsinoideae. Postoji 37 rodova, tipični je Lysimachia (protivak ili metiljka) sa preko 270 vrsta., uglavnom u istočnoj Aziji (najviše u Kini, 140 vrsta).

## Rodovi
1. Tribus Lysimachieae Rchb.
  1. Lysimachia L. (284 spp.)
  2. Paralysimachia F. Du, J. Wang & S. Y. Yang (1 sp.)
  3. Cyclamen L. (20 spp.)
  4. Embelia Burm. fil. (130 spp.)
  5. Grenacheria Mez (10 spp.)
  6. Heberdenia Banks ex Vent. (1 sp.)
  7. Pleiomeris A. DC. (1 sp.)
  8. Myrsine L. (288 spp.)
  9. Ardisia Sw. (699 spp.)
  10. Gentlea Lundell (9 spp.)
  11. Hymenandra (A. DC.) Spach (17 spp.)
  12. Solonia Urb. (1 sp.)
  13. Geissanthus Hook. fil. (52 spp.)
  14. Emblemantha B. C. Stone (1 sp.)
  15. Sadiria Mez (7 spp.)
  16. Stylogyne A. DC. (33 spp.)
  17. Ctenardisia Ducke (4 spp.)
  18. Antistrophe A. DC. (6 spp.)
  19. Parathesis (A. DC.) Hook. fil. (98 spp.)
  20. Aegiceras Gaertn. (2 sp.)
  21. Amblyanthus A. DC. (5 spp.)
  22. Amblyanthopsis Mez (4 spp.)
  23. Elingamita G. T. S. Baylis (1 sp.)
  24. Wallenia Sw. (29 spp.)
  25. Loheria Merr. (6 spp.)
  26. Cybianthus Mart. (152 spp.)
  27. Vegaea Urb. (1 sp.)
  28. Oncostemum A. Juss. (99 spp.)
  29. Badula Juss. (17 spp.)
  30. Tapeinosperma Hook. fil. (77 spp.)
  31. Mangenotiella M. Schmid (1 sp.)
  32. Discocalyx (A. DC.) Mez (55 spp.)
  33. Labisia Lindl. (9 spp.)
  34. Systellantha B. C. Stone (3 spp.)
  35. Monoporus A. DC. (6 spp.)
  36. Fittingia Mez (9 spp.)
  37. Conandrium (K. Schum.) Mez (2 spp.)